# Hélène Carrère d’Encausse
Hélène Carrère d’Encausse (ur. 6 lipca 1929 w Paryżu, zm. 5 sierpnia 2023 tamże) – francuska historyczka i nauczycielka akademicka, specjalizująca się w zagadnieniach związanych z Rosją, członkini Akademii Francuskiej, posłanka do Parlamentu Europejskiego IV kadencji.

## Życiorys
Jej rodzicami byli Giorgi Zurabiszwili i Nathalie von Pelken. Ojciec był Gruzinem; opuścił Gruzję po jej zajęciu w 1921 przez Armię Czerwoną. Po przybyciu do Francji pracował m.in. jako taksówkarz. W okresie II wojny światowej współpracował z niemieckimi okupantami jako tłumacz. Podczas wyzwalania Francji został uprowadzony i prawdopodobnie zabity przez członków ruchu oporu.
Obywatelstwo francuskie otrzymała w 1950. Studiowała historię i politologię. W 1952 została absolwentką Instytutu Nauk Politycznych w Paryżu. Uzyskała doktorat historii w 1963 (na podstawie pracy o rewolucji w Azji Środkowej), a w 1976 stopień docteur ès lettres (w oparciu o rozprawę dotyczącą bolszewików). Jako nauczycielka akademicka związana z Université Panthéon-Sorbonne oraz paryskim Instytutem Nauk Politycznych. Pracowała też w Kolegium Europejskim w Brugii. Jako profesor wizytujący wykładała na uczelniach w Ameryce Północnej oraz Japonii. W pracy naukowej zajmowała się głównie zagadnieniami z historii Rosji. Była autorką licznych publikacji historycznych, m.in. biografii Włodzimierza Lenina, Józefa Stalina oraz rosyjskich carów. W wydanej w 1978 pracy L’Empire éclaté prognozowała rozpad Związku Socjalistycznych Republik Radzieckich.
W latach 80. była przewodniczącą rady dyrektorów stacji Radio Sorbonne. Od 1986 do 1987 wchodziła w skład komitetu do spraw reformy przepisów o obywatelstwie. W 1992 została doradczynią Europejskiego Banku Odbudowy i Rozwoju. W latach 1994–1999 jako przedstawicielka gaullistowskiego Zgromadzenia na rzecz Republiki sprawowała mandat posłanki do Parlamentu Europejskiego IV kadencji. Była wiceprzewodniczącą Komisji ds. Zagranicznych, Bezpieczeństwa i Polityki Obronnej.
13 grudnia 1990 wybrana w skład Akademii Francuskiej, obejmując fotel nr 14. 21 października 1999 została stałym sekretarzem tej instytucji. Była też współprzewodniczącą rady naukowej Biblioteki Polskiej w Paryżu.
Laureatka nagród literackich, m.in. Prix Aujourd’hui, Prix des Ambassadeurs i Prix du nouveau cercle Interallié. Wyróżniona kilkoma tytułami doktora honoris causa.

## Życie prywatne
W 1952 w Paryżu zawarła związek małżeński z Louisem Carrère d’Encausse, z którym miała troje dzieci: Emmanuela, Nathalie i Marinę.

## Odznaczenia
- Legia Honorowa klasy IV, III, II i I[3]
- Oficer Orderu Narodowego Zasługi[3]
- Krzyż Komandorski z Gwiazdą Orderu Zasługi RP (Polska)[11]
- Komandor Orderu Leopolda (Belgia)[3]
- Order Honoru (Rosja)[3]

## Wybrane publikacje
- Réforme et Révolution chez les musulmans de l’empire russe, Presses de la Fondation nationale des sciences politiques, Paryż, 1966.
- Le Marxisme et l’Asie,  Armand Colin, Paryż 1966.
- L'Union soviétique: de Lénine à Staline, Éditions Richelieu, Paryż 1972.
- La Politique soviétique au Moyen-Orient, Presses de la Fondation nationale des sciences politiques, Paryż 1976.
- L'Empire éclaté, Flammarion, Paryż 1978.
- Lénine: la révolution et le pouvoir, Flammarion, Paryż 1979.
- Staline: l’ordre par la terreur, Flammarion, Paryż 1979.
- Le Pouvoir confisqué: gouvernants et gouvernés en URSS, Flammarion, Paryż 1980.
- Le Grand Frère: l’Union soviétique et l’Europe soviétisée, Flammarion, Paryż 1983.
- La Déstalinisation commence, Complexe, Paryż-Bruksela 1986.
- Ni paix ni guerre: le nouvel empire soviétique ou du bon usage de la détente, Flammarion, Paryż 1986.
- Le Grand Défi: bolcheviks et nations, 1917–1930, Flammarion, Paryż 1987.
- Le Malheur russe: essai sur le meurtre politique, Fayard, Paryż 1988.
- La Gloire des nations ou La Fin de l’empire soviétique, Fayard, Paryż 1990.
- Victorieuse Russie, Fayard, Paryż 1992.
- L'URSS, de la Révolution à la mort de Staline, 1917–1953, Seuil, Paryż 1993.
- The Nationality Question in the Soviet Union and Russia, Scandinavian University Press, Oslo 1995.
- Nicolas II: la transition interrompue, Fayard, Paryż 1996.
- Lénine, Fayard, Paryż 1998.
- La Russie inachevée, Fayard, Paryż 2000.
- Catherine II: un âge d’or pour la Russie, Fayard, Paryż 2002.
- L'Impératrice et l’Abbé: un duel littéraire inédit entre Catherine II et l’abbé Chappe d’Auteroche, Fayard, Paryż 2003.
- Nations et Saint-Siège au XXe, Fayard, Paryż 2003.
- Russie, la transition manquée, Fayard, Paryż 2005.
- L’Empire d’Eurasie, une histoire de l’Empire russe de 1552 à nos jours, Fayard, Paryż 2005.
- La Deuxième mort de Staline, Éditions Complexe, Paryż 2006.
- Alexandre II, le printemps de la Russie, Fayard, Paryż 2008.
- La Russie entre deux mondes, Fayard, Paryż 2010.
- Des siècles d’immortalité: l’Académie française, 1635–…, Fayard, Paryż 2011.
- Les Romanov, une dynastie sous le règne du sang, Fayard, Paryż 2013.
- Six années qui ont changé le monde 1985–1991, Fayard, Paryż 2015.

W języku polskim ukazały się jej następujące publikacje:
- Stalin: państwo terroru, przeł. Jan Łęczycki, „Krąg”, Warszawa 1983;
- Spękane imperium, „Głos”, Warszawa 1985;
- Wielkie urągowisko: bolszewicy i narody 1917–1930, przeł. Krzysztof Kowalski, „Most”, Warszawa 1989;
- Bolszewicy i narody czyli Wielkie urągowisko 1917–1930, wyd. 2. (1. oficjalne), przeł. i opatrzył wstępem Krzysztof Kowalski, posłowie Sławomir Popowski, „Most”, Warszawa 1992;
- Eurazjatyckie imperium. Historia Imperium Rosyjskiego od 1552 do dzisiaj, przeł. Krystyna Antkowiak, redakcja naukowa i wprowadzenie Hubert Łaszkiewicz, Wydawnictwo Marek Derewiecki, Kęty 2014.